# 多棘擬線鱸
多棘擬線鱸，為輻鰭魚綱鱸形目鱸亞目鮨科的其中一種，分布於印度太平洋區，從東非至萊恩群島、馬克薩斯群島，北起日本南部，南迄豪勳爵島海域，棲息深度1-15公尺，體長可達8.6公分，生活在珊瑚礁、潟湖，為底棲性魚類，屬肉食性，生活習性不明。

## 擴展閱讀
維基物種上的相關：多棘擬線鱸